# Yonga Sun
Yonga Sun (Trier, 1977, geboren als: Yonga Liebertz) is een Duitse drummer van jazz, pop en geïmproviseerde muziek. Hij speelt zowel drums als allerhande percussie. Hij is een voormalig lid van de Nederlandse popband Lavalu.

## Prijzen en onderscheidingen
Yonga Sun ontving in 2005 de eerste prijs als Beste Solist tijdens de Dutch Jazz Competition 2005 op het North Sea Jazz Festival.

## Bands
- Talking Cows
- Franz von Chossy Quintet
- Ad Colen Quartet
- Binsbergen - Nijland - Sun
- Veenendaal - Kneer - Sun
- Matthias Goebel Quintet
- BEAM - Brabants Ensemble Avonturlijke Muziek
- Square Orange